# Ivry Gitlis
Pour les articles homonymes, voir Gitlis.
Ivry Gitlis (en hébreu : עברי גיטליס) est un violoniste franco-israélien, né le 25 août 1922 à Haïfa (alors en Palestine mandataire) et mort le 24 décembre 2020 à Paris.
Il était ambassadeur honoraire de l'Unesco (1990).

## Biographie
Originaires de Kamianets-Podilskyï, aujourd’hui en Ukraine, les parents d’Ivry Gitlis se rencontrent lors de leur départ pour la Palestine mandataire, où il naît à Haïfa en 1922.
Un grand-père chantre de synagogue, un père modeste artisan puis meunier, pas de pression familiale sur ce fils unique : c’est le jeune Ivry qui réclame un violon à l’âge de quatre ans. Son entourage se cotise pour lui offrir l’instrument et les premières leçons. Les progrès sont fulgurants. Il donne son premier concert à sept ans.
Ses dons musicaux sont vite remarqués par l’influent Bronisław Huberman (fondateur de l’orchestre de Palestine) qui encourage l’enfant prodige à travailler en Europe. Ce sera le départ pour Paris, tout d’abord, avec l’expérience en demi-teinte du Conservatoire de Paris avec Jules Boucherit, puis à Londres où il travaille avec Carl Flesch, enfin, il reçoit aussi un enseignement particulier avec des géants du violon (Jacques Thibaud et Georges Enesco, tous deux élèves de Martin-Pierre Marsick).
À Londres, à l'approche de la guerre, période agitée pour le jeune violoniste, il connaît ses premiers succès devant l’armée britannique tout en se portant volontaire pour travailler dans une usine de munitions. Après la guerre, il fait ses débuts avec l’orchestre philharmonique de Londres et enregistre pour la BBC radio.
Puis, au début des années 1950, c’est la découverte des États-Unis et la rencontre avec Jascha Heifetz et le grand pédagogue Théodore Paskus.
En 1955, il rentre dans « l’écurie » du plus grand imprésario de l’époque, Sol Hurok, qui fera d’Ivry[Qui ?] un symbole, le premier violoniste israélien à aller jouer en URSS. Parallèlement, plusieurs tournées ont lieu à travers les États-Unis avec des chefs comme Eugene Ormandy et George Szell. Viennent ensuite les premiers enregistrements pour relayer les concerts. Ses interprétations des grands concertos du XXe siècle, comme Alban Berg, Igor Stravinsky, Jean Sibelius, Béla Bartók, sont saluées par les plus hautes récompenses en France comme aux États-Unis.
Dans les années 1960, c’est le retour à Paris, où Gitlis réside le plus régulièrement entre deux tournées. Il devient un des interprètes les plus demandés de la scène classique internationale et donne des concerts avec les plus grands orchestres. Ses disques d’anthologie, des grandes œuvres de virtuosité du répertoire, sont des succès populaires.
Ses apparitions sur les chaînes de télévision sont nombreuses, et il contribue ainsi largement à populariser la musique classique auprès du grand public. En 1974, il accompagne au violon Barbara à son piano dans « Une petite cantate », et qu'il a invitée pour son émission « Top à… » des Maritie et Gilbert Carpentier. Il joue notamment la gavotte de la Partita pour violon seul no 3 de Bach. C’est ainsi qu’en 1981, il tient avec bonheur le rôle de René Vivien, clochard violoniste, dans l’épisode Maigret et l’homme tout seul de la série Les Enquêtes du commissaire Maigret avec Jean Richard (première diffusion le 8 mai 1982).
Sa célébrité médiatique n’empêche pas les compositeurs contemporains les plus exigeants, tels Bruno Maderna, René Leibowitz et Iannis Xenakis, d’écrire pour lui. À la même époque, il crée et anime le festival de musique de Vence, qui devient le symbole d’une nouvelle manière, plus libre, de diffuser la musique classique. Il tentera d’autres expériences du même type en collaboration, notamment, avec la pianiste Martha Argerich.
Il apparaît avec Yoko Ono et le groupe The Dirty Mac, formé de John Lennon, Eric Clapton, Keith Richards et Mitch Mitchell dans The Rock and Roll Circus, concert filmé des Rolling Stones en 1968. Il apparaît également dans L’Histoire d’Adèle H. de François Truffaut et dans Sansa, un film de Siegfried sorti en 2003, dans lequel il interprète un violoniste passionné et participe ainsi à la bande originale du film. Il est également l’interprète du concerto pour violon composé par Vladimir Cosma pour La Septième Cible de Claude Pinoteau.

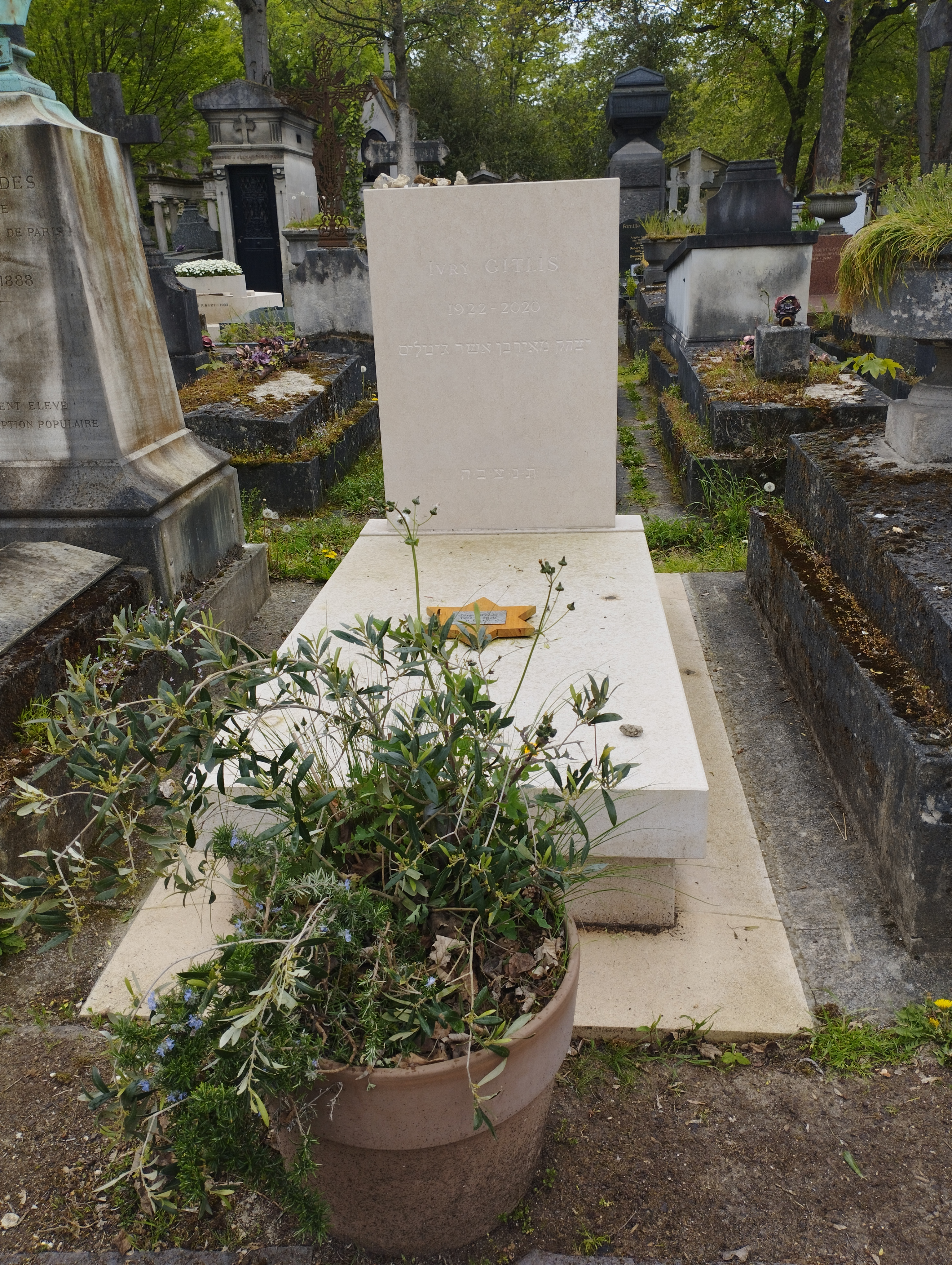
Tombe d'Ivry Gitlis au cimetière du Père-Lachaise (division 91).

En 2008, il devient parrain de l’association « inspiration(s) », dont le but est de rendre la musique classique accessible à tous.
En 2009, un documentaire écrit par Sandra Joxe et Christian Labrande, réalisé par Sandra Joxe et produit par Classifilms/ARTE/INA lui est consacré : Ivry Gitlis, le violon sans frontières, diffusé le 30 mars 2009 sur Arte.
En 2013, il parraine le concert Canto è Soffio donné au profit du Fonds de recherche en santé respiratoire et de la Fondation du souffle.
Ivry Gitlis a eu une première fille, Raphaëlle, avec la comédienne France Lambiotte, puis trois enfants avec la comédienne Sabine Glaser : Nessie puis David et John qui sont membres du groupe de rock français Enhancer.
L'école maternelle et élémentaire de Villiers-au-Bouin qu’il a inaugurée en personne porte son nom.
Ivry Gitlis meurt le 24 décembre 2020 à Paris à l'âge de 98 ans. Il est inhumé au sein du cimetière du Père-Lachaise (division 91) dans la même ville et une plaque commémorative est apposée sur l'immeuble dans lequel il a vécu dans le 6e arrondissement.

## Publication et ouvrages
- L'Âme et la Corde, Ivry Gitlis, Robert Laffont, 1980 ; 2e éd. Buchet/Chastel, 2013,  (ISBN 978-2-283-02514-7)
- Entretien avec Ivry Gitlis. Nicole Coppey, Revue musicale suisse juillet/août 2008 [PDF]
- Ivry Gitlis - L’homme du violon, Philippe Clément, 2011,  (ISBN 978-2-7466-3516-6)
- Jean-Michel Molkhou, Les grands violonistes du XXe siècle (Buchet-Chastel)
- L'amitié entre Ivry Gitlis et Léo Ferré est évoquée dans le livre de Dominique Lacout consacré à Léo Ferré (Sévigny/Hachette, 1991)

## Filmographie

### Cinéma
- L'Histoire d'Adèle H. (1975), de François Truffaut
- Les Cachetonneurs (1999), de Denis Dercourt
- Sansa (2003), de Siegfried
- Des gens qui s'embrassent (2013), de Danièle Thompson

### Télévision
- De l'autre côté de la nuit (1974), de Dirk Sanders.
- Une mère russe (1981), de Michel Mitrani.
- Dernier Amour (1982), de Christian Alba.
- Maigret et l'homme tout seul (1982), de Jean-Paul Sassy.
- Hello Einstein (1984), de Lazare Iglesis.